# Horror Island
Horror Island (br: Ilha dos Horrores) é um filme estadunidense de 1941 produzido pela Universal Studios baseado em uma história original de Alex Gottlieb. Foi dirigido por George Waggner e o roteiro foi escrito por Maurice Tombragel e Victor McLeod.

## Elenco
- Dick Foran ...Bill Martin
- Leo Carrillo ...Tobias Clump
- Peggy Moran ...Wendy Creighton
- Fuzzy Knight ...Stuff Oliver
- John Eldredge ...George
- Lewis Howard ...Thurman Coldwater
- Hobart Cavanaugh ...Professor Jasper Quinley
- Walter Catlett ... Sargento McGoon
- Ralf Harolde ...Rod Grady
- Iris Adrian ...Arleen Grady
- Foy Van Dolsen ...Panama Pete/O Fantasma
- Emmett Vogan ...o estranho